# Noah Vandenbranden
Noah Vandenbranden (* 29. Juli 2002 in Meise) ist ein belgischer Radsportler, der bei Rennen auf Bahn und Straße startet.

## Sportlicher Werdegang
2018 wurde Noah Vandenbranden belgischer Junioren-Meister im Sprint. 2020 wurde er Junioren-Europameister im 1000-Meter-Zeitfahren, im Scratch belegte er Platz zwei. Gemeinsam mit Tuur Dens, Thibaut Bernard und Gianluca Pollefliet wurde er bei den U23-Europameisterschaften Vize-Europameister in der Mannschaftsverfolgung. 2023 wurde er in Punktefahren und Einerverfolgung zweifacher U23-Europameister und errang zudem Silber im Zweier-Mannschaftsfahren sowie Bronze in der Mannschaftsverfolgung.
Der belgische Elite-Vierer mit Vandenbranden in seinen Reihen belegte beim Lauf des Nations’ Cup 2024 im kanadischen Milton Platz zwei und konnte die abschließende Gesamtwertung auf Platz vier abschließen. Damit qualifizierte sich das Team für den Start bei den Olympischen Spielen in Paris.

## Erfolge
2018
- Belgischer Junioren-Meister – Sprint

2020
- Junioren-Europameister – 1000-Meter-Zeitfahren
- Junioren-Europameisterschaft – Scratch

2022
- U23-Europameisterschaft – Mannschaftsverfolgung (mit Tuur Dens, Thibaut Bernard und Gianluca Pollefliet)

2023
- U23-Europameister – Punktefahren, Einerverfolgung
- U23-Europameisterschaft – Zweier-Mannschaftsfahren (mit Gianluca Pollefliet)
- U23-Europameisterschaft – Mannschaftsverfolgung (mit Brem Deman, Gianluca Pollefliet und Thibaut Bernard)

2024
- Belgischer Meister – Einerverfolgung
- U23-Europameister – Einerverfolgung, Omnium
- U23-Europameisterschaften – Mannschaftsverfolgung (mit Renzo Raes, Thibaut Bernard, Milan Van den Haute und Stan Dens)
- U23-Europameisterschaften – Madison (mit Tom Crabbe)

2024/25
- Belgischer Meister – Einerverfolgung, Omnium, Zweier-Mannschaftsfahren (mit Jasper De Buyst)